# دينيس هولاهان
دينيس هولاهان (بالإنجليزية: Dennis Holahan)‏ مواليد 7 نوفمبر 1942 في ستامفورد، الولايات المتحدة، هو ممثل أمريكي بدأ مسيرته الفنية سنة 1973.

## الأعمال

### مسلسلات
- الرجل الأخضر الخارق (1978)
- دالاس (1980) (بدور: جورج ووكر)
- ذا دوكس اوف هازرد (1981) (بدور: هاري جو)
- أليس (1983) (بدور: روب)
- قارب الحب (1984) (بدور: ليونارد روس)
- متزوج ولدي أطفال (1991)

## روابط خارجية
- دينيس هولاهان على موقع IMDb (الإنجليزية)
- دينيس هولاهان على موقع قاعدة بيانات الفيلم (الإنجليزية)